# بدائع الصنائع في ترتيب الشرائع
بدائع الصنائع في ترتيب الشرائع أحد الكتب التي تهتم بفروع الفقه الحنفي، وهو كتاب جامع شامل لأبواب الفقه الإسلامي على المذاهب الأربعة قام بتأليفه الإمام علاء الدين الكاساني الحنفي المتوفى سنة 587هـ، وهو شرح على كتاب شيخه علاء الدين السمرقندي الحنفي المسمى (تحفة الفقهاء)، الذي هو شرح على (مختصر القدوري)، وقد رتب المصنف المسائل في هذا الشرح بالترتيب الصناعي الذي يرتضيه أرباب الصنعة والتأليف الحكمي مع إيراد الدلائل. ويذكر الكتاب الخلاف الواقع بين الفقهاء الأحناف وغيرهم من فقهاء المذاهب الأخرى، والاستدلال لكل بطريقة موجزة، ثم يرجح المصنف واحداً منها وذلك عندما يعبر بـ «لنا» ويدلل عليه في شيء من التفصيل. وهو في الغالب يذكر رأي كل من أبي حنيفة وصاحبيه أبي يوسف ومحمد بن الحسن الشيباني ورأي زفر بن الهذيل وكذلك الشافعي ويبين وجه قول كل منهم ودليله. وقد تميز الكتاب باللغة السهلة، وإيراد الشواهد الحديثية لما يورده من الأحكام الفقهية.
والبدائع سمي فيما قبل: المعتمد في المعتقد. وقد عرضه الإمام الكاساني على أستاذه علاء الدين السمرقندي فاستحسنه وزوجه ابنته العالمة الفقيهة السيدة فاطمة وجعل مهرها هذا الكتاب حتى شاع قولهم: شرح تحفته وزوّجه ابنته.

## وصلات خارجية
- بدائع الصّنائع في ترتيب الشّرائع للكاساني
- صفحة الكتاب على موقع جودريدز